# Dennis Byron
Dennis Byron (Basseterre, 4 juli 1942) is een jurist uit Saint Kitts en Nevis. Hij begon zijn loopbaan als advocaat en werd in 1982 benoemd tot rechter en in 1996 gekozen tot rechter-president van het Oost-Caraïbische Hooggerechtshof. Van 2004 tot 2011 was hij rechter van het Rwanda-tribunaal in Tanzania, waarvan hij de laatste vier jaar eveneens diende als rechter-president. Daarna keerde hij terug als president van het Oost-Caraïbische Hooggerechtshof.

## Levensloop
Byron studeerde op basis van een studiebeurs aan de Universiteit van Cambridge en sloot deze studie in 1966 af met de graden Bachelor of Laws en Master of Arts. Hij was opgenomen in de balie van onder meer het Engelse Inner Temple. Hij begon zijn loopbaan in 1966 als advocaat op de Bovenwindse Eilanden Saint Kitts, Nevis en Anguilla.
Vervolgens werd hij in 1982 benoemd tot rechter van het Oost-Caraïbische Hooggerechtshof. Hier diende hij vanaf 1996 als rechter-president en werd hij in 1999 herbevestigd. In 2004 trad hij aan als rechter van het Rwanda-tribunaal in Arusha in Tanzania. Hier volgde hij zijn landgenoot Lloyd Williams op die vanwege gezondheidsredenen was teruggetreden. In 2007 werd Byron gekozen tot president en in 2009 nogmaals herkozen tot 2011. Hierna keerde hij terug als president van het Oost-Caraïbische Hooggerechtshof.
Byron specialiseerde zich op het gebied van juridisch onderwijs en woonde een groot aantal internationale conferenties bij over juridische hervormingsprogramma's. Anno 2013 is hij daarbij voorzitter van het juridische onderwijsinstituut van het Gemenebest, het CJEI. In 2000 werd hem de adellijke titel Sir verleend door koningin Elizabeth II van het Verenigd Koninkrijk.